# Juncus capillaceus
Juncus capillaceus är en tågväxtart som beskrevs av Jean-Baptiste de Lamarck. Juncus capillaceus ingår i släktet tåg, och familjen tågväxter. Inga underarter finns listade i Catalogue of Life.